# Moreaanse Oorlog

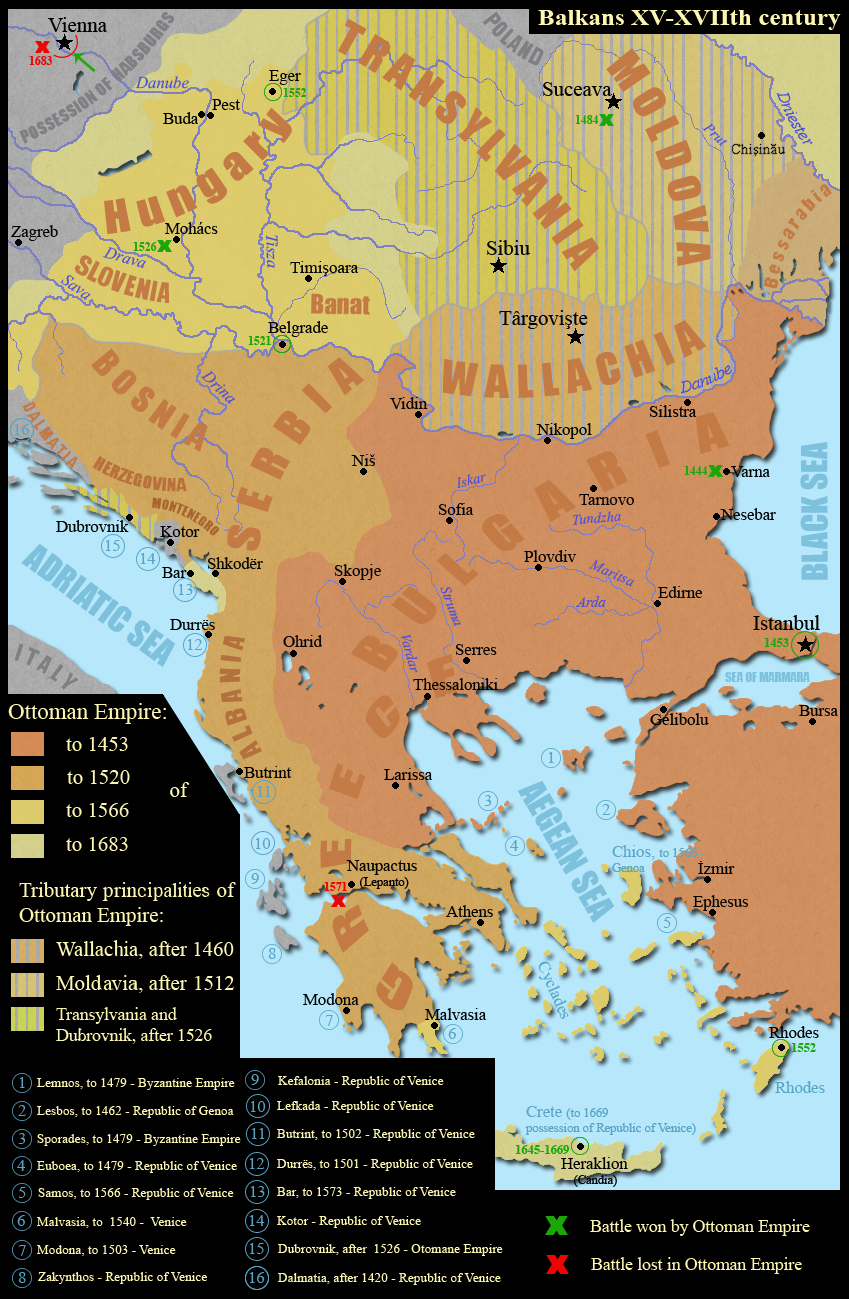
Kaart van de Balkan in de 17de eeuw

Regio's van de Balkan

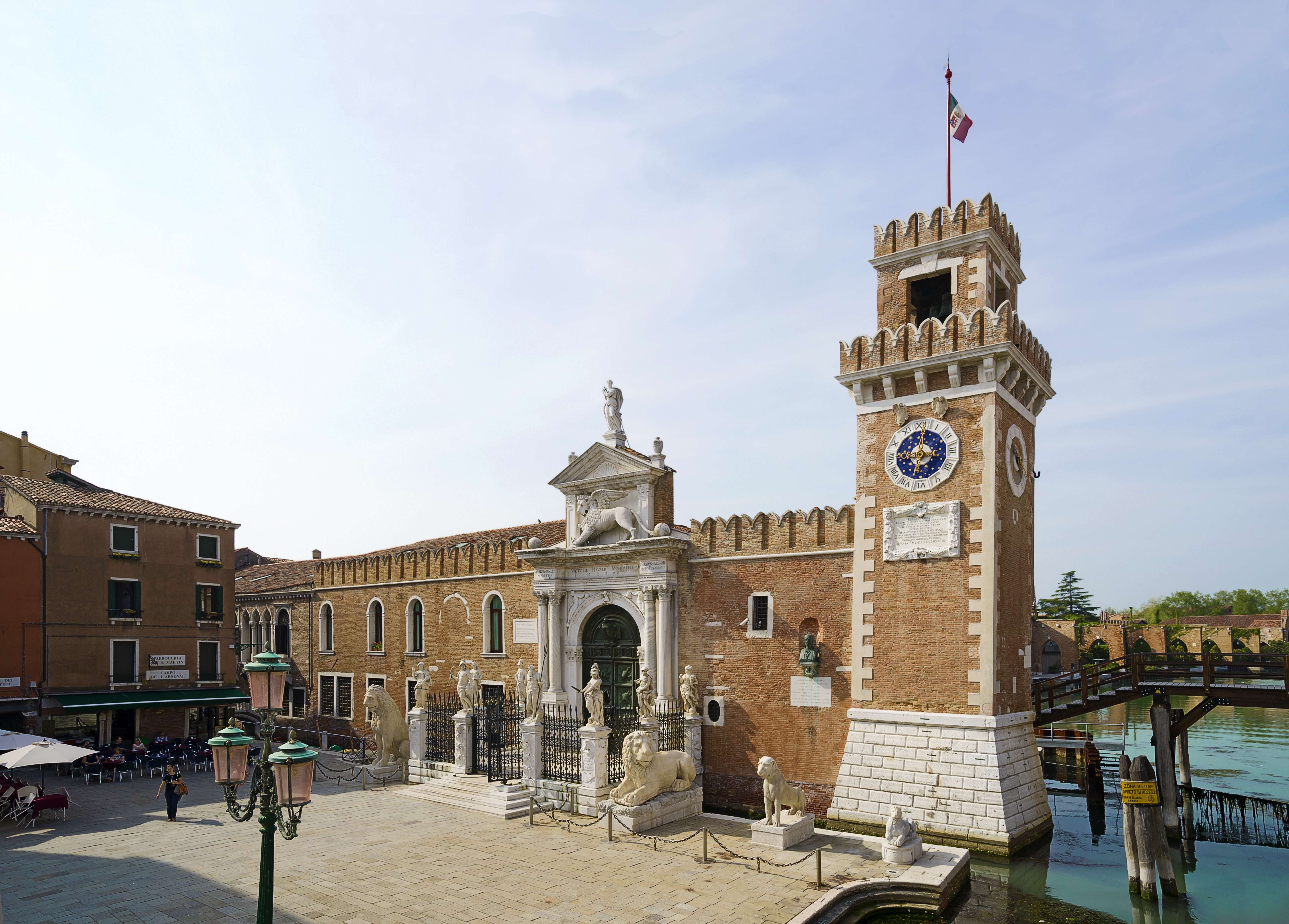
Gestolen leeuwen uit Athene aan het Arsenaal van Venetië

De Moreaanse Oorlog of de Ottomaans-Venetiaanse oorlog vond plaats tussen 1684 en 1699 en was een onderdeel van de Grote Turkse Oorlog.

## Achtergrond
Tijdens de zesde Ottomaans-Venetiaanse oorlog (1645–1669) speelden de Venetianen het eiland Kreta kwijt aan de Ottomanen. Na de mislukte poging om Wenen te veroveren in 1683 werd onder impuls van Paus Innocentius XI een Heilige Liga opgericht tegen de Turkse expansie. De Republiek Venetië sloot zich hierbij aan. De opdracht was de Ottomanen te treffen op zee en het Griekse schiereiland Morea of Peloponnesos te veroveren.

## Venetiaans offensief
De strijdkrachten stonden onder leiding van Francesco Morosini. Hij kreeg financiële steun van de paus en de hertog van Savoy en militaire steun van de ridderorde van Malta en de Militaire Orde van Sint-Stefanus.
Het eerste doelwit van de Venetiaanse vloot was het eiland Lefkada (Santa Maura). Na een beleg van 16 dagen capituleerde het fort op 6 augustus 1684. Toen de Venetianen overstaken naar het vaste land kregen ze steun van de plaatselijke bevolking. Moslimdorpen werden aangevallen, geplunderd en in brand gestoken, tegen het einde van de maand behielden de Ottomanen enkel nog de kustforten van Preveza en Vonitsa. Tegen eind september waren ook die veroverd. Morosini kreeg bijkomende steun van het vorstendom Saksen en Ernst August van Brunswijk-Lüneburg.
In 1685 en 1686 veroverden de Venetianen, Messenië, daarbij kregen ze steun van de Manioten. Morosini viel aan over zee, Otto Wilhelm von Königsmarck over land. Op 30 augustus 1686 marcheerden de Venetianen triomfantelijk de hoofdstad van de Peloponnesos Nauplion binnen. Later op het jaar werd de feestvreugde getemperd door een uitbraak van de pest.
Het laatste bolwerk van de Ottomanen, het kasteel van Patras werd op 22 juli 1687 ingenomen, enkel het fort van Monemvasia bleef nog tot 1690 in Turkse handen. Tussen 23 en 29 september 1687 werd de Akropolis van Athene belegerd, waarbij het kunstpatrimonium zwaar werd beschadigd. Het Propylon, waar er zich een buskruitdepot bevond, ontplofte. De inname van Athene betekende niet de verovering van Attica. Op 10 april 1688 staakten de Venetianen de verovering van Attica en verlieten Athene. Ze namen marmeren leeuwen mee, dit zich nu aan de poort van het Arsenaal van Venetië bevinden.
Op 3 april 1688 werd Morosini verkozen tot de nieuwe Doge van Venetië, maar hij behield het bevel over de Venetiaanse troepen in Griekenland. De Senaat deed grote inspanningen om zijn troepen in Griekenland aan te vullen, maar nogmaals, de noodzaak om de verwachte versterkingen af te wachten, vertraagde de start van de operaties tot eind juni. Ondanks het mislukken van de Athene-expeditie waren de oorlogskansen nog steeds gunstig. De Ottomanen verkeerde in moeilijkheden na een reeks nederlagen in Hongarije en Dalmatië. Na de rampzalige slag bij Mohács brak in november 1687 muiterij uit, met het ontslag van de grootvizier Sarı Süleyman Pasha als gevolg en de afzetting van sultan Mehmet IV. Raadgevers van Morosini stelden voor dat het tijdstip was aangebroken om Kreta te heroveren, maar de nieuwe Doge weigerde en drong aan op een campagne tegen Negroponte. Achteraf bleek dit een foute keuze te zijn. Na een laatste aanval op 12 oktober 1688 bleek de aanval op Negroponte een kostbare mislukking te zijn en moest Morosini de nederlaag aanvaarden.
Morosini probeerde eind 1689 een nieuwe aanval op Monemvasia, zonder succes. Zijn afnemende gezondheid dwong hem kort daarna terug te keren naar Venetië. Hij werd als opperbevelhebber vervangen door Girolamo Cornaro. Dit betekende het einde van de Venetiaanse overheersing en het begin van een aantal succesvolle, hoewel uiteindelijk niet beslissende, Ottomaanse tegenoffensief.

## Ottomaans tegenoffensief
De Grote Turkse Oorlog nam in 1688 alle hevigheid toe, de Habsburgers bezetten de Balkan, Montenegro, Dalmatië en Servië. Een keerpunt kwam met het begin van de Negenjarige Oorlog (1688-1697), die de druk in Oost-Europa wegnam, de aanstelling van de nieuwe grootvizier Köprülü Fazıl Mustafa Pasha en de vrijlating van de vrijbuiter Limberakis Gerakaris. Limberakis Gerakaris was een piraat van het schiereiland Mani en zat sinds 1682 in de gevangenis in Constantinopel. Van 1689 tot zijn gevangenneming in 1696 maakte hij het de Venetianen knap lastig met zijn gedurfde en destructieve plunderingen. Het vergde de Venetianen veel energie om hem te stoppen.
In 1692 waagden de Venetianen een nieuwe poging om Kreta te heroveren, zonder succes. In 1693 keerde Morosini voor een laatste keer naar Morea terug. Zijn opvolger Antonio Zeno probeerde tegen beter weten in, het eiland Chios te veroveren, maar kreeg lik op stuk tijdens de slag bij de Oinousseseilanden in 1695. Tussen 1696 en 1698 vonden er nog verschillende zeeslagen plaats zonder doorslaggevend gevolg.

## Vrede van Karlowitz
De Vrede van Karlowitz maakte een eind aan de Grote Turkse Oorlog en de Moreaanse Oorlog. Voor de Republiek Venetië betekende dit dat ze het eiland Morea mochten behouden, het Koninkrijk Morea, daarenboven kregen ze Dalmatische kust tot de stad Ston.
Lang zal de vrede tussen de beide landen niet duren en met de Ottomaans-Venetiaanse oorlog (1714–1718) speelden de Venetianen al hun veroveringen terug kwijt.